# Francisco Ortigas
Francisco Ortigas (Porac, 11 september 1875 – Grote Oceaan, november 1935) was een Filipijns advocaat en topman.

## Biografie
Ortigas werd geboren op 11 september 1875 in Porac in de Filipijnse provincie Pampanga. Zijn ouders waren Ignacio Ortigas, een sergeant in het Spaanse leger en Asuncion Barcinas. Ortigas studeerde aan het Colegio de San Juan de Letran. Enkele medestudenten van hem daar waren Manuel Quezon, Sergio Osmeña, Vicente Madrigal en Carlos Imperial. Na het behalen van zijn bachelor of arts aan Letran, studeerde hij rechten aan de University of Santo Tomas. Zijn studie kon hij betalen door het geld dat hij verdiende door zijn werk op het advocatenkantoor van Don Jose Juan Ycazas en de ondersteuning van zijn broer Dr. Ignacio Ortigas. In 1896 behaalde hij zijn bachelor-diploma rechten en begon hij een advocatenkantoor met Rafael del Pan. Door de uitbraak van de Filipijns-Amerikaanse Oorlog moest hun kantoor in 1898 echter alweer gesloten worden. Enige tijd later werd hij door de Amerikaanse militaire gouverneur benoemd tot Registrar of Deeds van het zuidelijke district van Manilla. In 1902 volgde een benoeming voor heel Manilla.
In 1904 opende hij met Rafael del Pan opnieuw een advocatenkantoor. Later sloot de Amerikaan Frederick Fisher zich bij hen. Ortigas, del Pan and Fisher Law Office werd door de overheid middels Act 1120 aangewezen om onderzoek te doen naar misstanden omtrent de verkoop van de landgoederen van de Spaanse paters. In 1910 stopte hij met zijn werk bij het advocatenkantoor om de leiding te nemen over een commissie die de wetgeving in de Filipijnen moest gaan stroomlijnen.  Naast zijn werk als advocaat doceerde hij tevens rechten. Zo gaf hij les aan de University of Santo Tomas en de University of the Philippines. Ortigas weigerde op een bepaald moment de functie van president van de University of the Philippines, maar koos ervoor om in plaats daarvan plaats te nemen in de raad van bestuur. 
Ortigas was naast zijn juridische carrière ook actief in het Filipijnse bedrijfsleven. Zo was hij een van de oprichters van Filipinas Compãnia de Seguros en was hij directeur van Manila Railroad Co., People Mortgage and Investment Co, en de San Miguel Corporation.
Francisco Ortigas overleed in 1935 op 60-jarige leeftijd aan boord van het schip President Coolidge aan de gevolgen van longkanker. Hij had zich in Rochester, Minnesota laten behandelen aan zijn ziekte en was op de terugweg naar de Filipijnen. Ortigas was sinds 1900 getrouwd met Julia Vargas. Samen kregen ze zeven kinderen.